# ア・ペローシャ

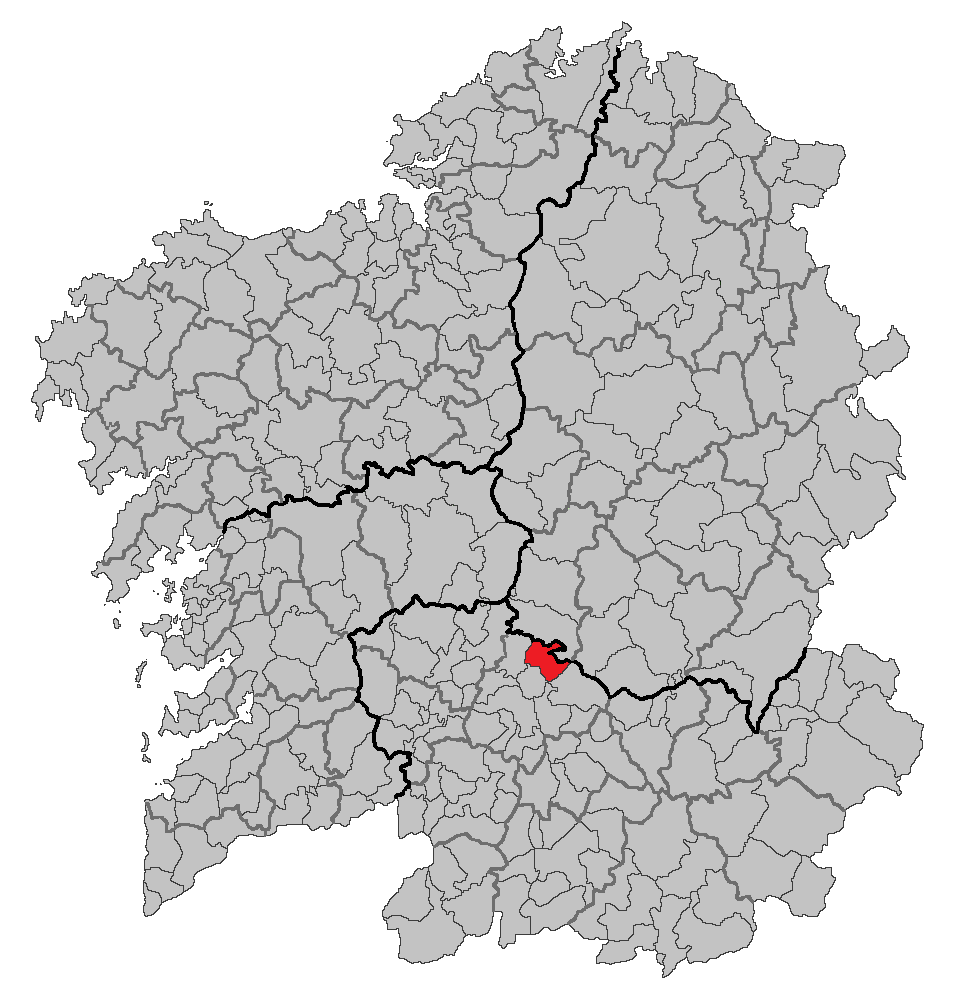

ア・ペローシャ（A Peroxa）はスペイン、ガリシア州、オウレンセ県の自治体、コマルカ・デ・オウレンセに属し、リベイラ・サクラ地域を構成する。ガリシア統計局によると、2011年の人口は2,179人（2010年：2,227人、2009年：2,303人、2004年：2,502人）。カスティーリャ語表記はLa Peroja（ラ・ペローハ）。
ガリシア語話者の自治体人口に占める割合は97.60%（2001年）。

## 地理
ア・ペローシャはオウレンセ県の北部に位置し、コマルカ・デ・オウレンセに属する。隣接する自治体は、北がルーゴ県のカルバジェード、東がノゲイラ・デ・ラムイン、南がコーレス、西がビラマリン。自治体中心地区はア・ペローシャ教区のア・ペローシャ地区。
ア・ペローシャはオウレンセ司法管轄区に属す。

### 人口
住民は14の教区の125の地区（集落）に居住する。
| ア・ペローシャの人口推移 1900－2010                     |
|                                                         |
| 出典:INE（スペイン国立統計局）1900年 - 1991年、1996年 - |

## 政治
自治体首長はガリシア国民党（PPdeG）のマヌエル・セオアーネ・ロドリゲス（Manuel Seoane Rodríguez）、自治体評議員はガリシア国民党:8、ガリシア社会党（PSdeG-PSOE）:3となっている（2011年5月22日の自治体選挙結果、得票順）。
| 1999年6月13日自治体選挙 |        |        |          |
| 政党                    | 得票数 | 得票率 | 獲得議席 |
| PPdeG                   | 1,459  | 76.75% | 9        |
| PSdeG-PSOE              | 247    | 12.99% | 1        |
| BNG                     | 176    | 9.26%  | 1        |

| 2003年5月25日自治体選挙 |        |        |          |
| 政党                    | 得票数 | 得票率 | 獲得議席 |
| PPdeG                   | 1,428  | 75.56% | 9        |
| PSdeG-PSOE              | 289    | 15.29% | 1        |
| BNG                     | 161    | 8.52%  | 1        |

| 2007年5月27日自治体選挙 |        |        |          |
| 政党                    | 得票数 | 得票率 | 獲得議席 |
| PPdeG                   | 1,160  | 67.32% | 8        |
| PSdeG-PSOE              | 383    | 22.23% | 2        |
| BNG                     | 171    | 9.92%  | 1        |

| 2011年5月22日自治体選挙 |        |        |          |
| 政党                    | 得票数 | 得票率 | 獲得議席 |
| PPdeG                   | 1,122  | 69.26% | 8        |
| PSdeG-PSOE              | 391    | 24.14% | 3        |
| BNG                     | 79     | 4.88%  | 0        |

## 史跡・名所
- ア・ペローシャ城（Castelo da Peroxa） - 中世の城砦。20世紀に教区教会建設のために壊され、現在は基部が残されているのみである。

## 教区
ア・ペローシャは14の教区に分けられる。太字は自治体中心地区のある教区。
- アルメンタル（サン・サルバドール）
- ベアカン（サンタ・マリーア）
- カラセード（サンティアーゴ）
- セラグアンテス（サン・シュリアン）
- グライセス（サン・ビセンテ）
- ゲラル（サン・マルティーニョ）
- ミラージョス（サンタ・マリーア）
- オス・ペアーレス（ノサ・セニョーラ・ド・ピラール）
- ア・ペローシャ（サンティアーゴ）
- サン・シブラーオ・デ・アルメンタル（サン・シブラーオ）
- サン・シェス・ダ・ペローシャ（サン・シェス）
- オ・ソウト（サン・クリストーボ）
- トウベス（サンティアーゴ）
- ビラルビン（サン・マルティーニョ）